# Inés Alder
Inés Alder (San Carlos de Bariloche, 30 aprile 1970) è una fondista argentina.

## Biografia
È sorella Guillermo Alder e madre di Franco e Marco Dal Farra, tutti fondisti di caratura internazionale. 
Ha rappresentato la Argentina ai Giochi olimpici invernali di Albertville 1992, classificandosi 60ª nella 5 km tecnica classica, 49ª nella 15 km tecnica classica, 55ª nella 30 km tecnica libera e 57ª nella 10 km inseguimento.